# Європейська конвенція про визнання та виконання рішень стосовно опіки над дітьми та про поновлення опіки над дітьми

Сторони: сині

Європейська конвенція про визнання та виконання рішень стосовно опіки над дітьми та про поновлення опіки над дітьми є міжнародним договором Ради Європи, який стосується міжнародного викрадення дітей. Як і Гаазька конвенція про викрадення дітей, вона була розроблена в 1980 році і набула чинності в 1983 році.
З 1 березня 2005 року Європейська конвенція була значною мірою замінена переглянутим Регламентом Брюссель II і діє переважно лише щодо країн, які не є членами Європейського Союзу, або стосовно певних рішень, прийнятих до перегляду Регламенту Брюссель II.
Як Гаазька конвенція, так і Європейська конвенція мають однакову мету: запобігати міжнародному викраденню дітей та забезпечувати повернення дітей, які були незаконно вивезені або утримані поза межами їхньої країни походження. Хоча обидві конвенції ґрунтуються на загальновизнаних принципах, що рішення щодо догляду та добробуту дітей найкраще приймати в країні, з якою вони мають найтісніший зв'язок, і що рішення, прийняті в цій країні, повинні визнаватися та виконуватися в інших країнах, ці дві конвенції мають різні способи досягнення цих цілей.
Європейська конвенція діє на засадах взаємного визнання та виконання рішень, прийнятих у державах-учасницях. Відповідно, має існувати рішення суду або іншого органу, що має необхідну юрисдикцію в країні-учасниці Конвенції, яке може бути визнане та виконане в державі, що приймає.
Навіть до перегляду Брюссельської конвенції II Європейська конвенція рідко застосовувалася у справах про викрадення, де вимагалося повернення дитини, оскільки вона діє лише в тому випадку, коли вже існує рішення. Вона частіше застосовується для виконання рішень про право на спілкування з дитиною.

## Зовнішні посилання
- Створення Європейська конвенція про визнання та виконання рішень стосовно опіки над дітьми та про поновлення опіки над дітьми
- Council of Europe information on treaty.
- Treaty text.